# 히로시마 대학
히로시마 대학(일본어: 広島大学, Hiroshima University)은 일본의 국립 대학이다. 대학 본부는 히로시마현 히가시히로시마시(東廣島市)에 있다.

## 연혁
히로시마 대학은 1949년에 구 히로시마 문리과대학(廣島文理科大學)과 히로시마 고등사범학교(廣島高等師範學校)를 중심하고 7개 관립(국립)학교/1개 시립학교를 통합하여 설립되었다.
히로시마 고등사범학교는 1902년에 제2 관립 남자 고등사범학교로 설립되어 서일본의 중등학교(중학교, 사범학교, 고등 여학교) 교원들을 양성하였다. 1929년에 전공과가 히로시마 문리과대학으로 승격하였다. 1945년 8월 6일에 원자폭탄으로 인하여 교직원과 학생들 약 130명이 사망하였다 (문리과대학: 67명, 고등사범학교: 66명).
히로시마 대학의 본부는 히로시마시에 있었지만, 1982년 - 1995년에 히가시히로시마시에 신캠퍼스(약 2.5 km2)가 개설되어 이전되었다.
- 1902년 : 히로시마 고등사범학교 설립.
- 1918년 : 덕육전공과(德育專攻科)를 설치.

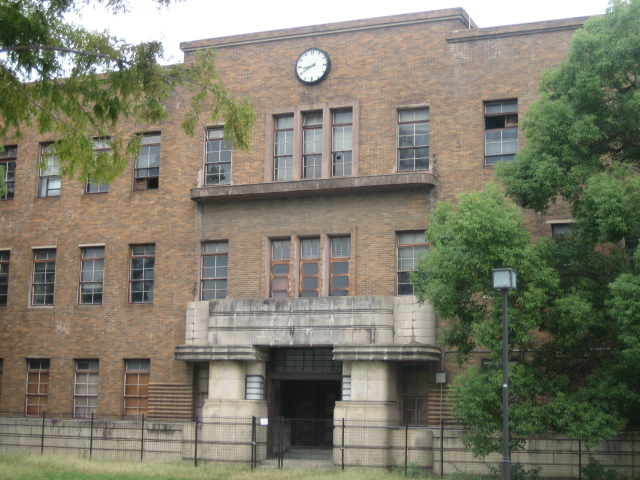
구 히로시마 문리과대학 본관

- 1929년 : 전공과가 히로시마 문리과대학으로 승격.
- 1945년 : 원자폭탄으로 인해 피재.
- 1949년 : 히로시마 대학 발족.
  - 학부: 문학부, 교육학부, 정경학부, 이학부, 공학부, 수축산(水畜産)학부.
- 1953년 : (현립) 히로시마 의과대학(廣島醫科大學)을 통합. 의학부 설치.
- 1964년 : 교양부 설치.
- 1965년 : 치과학부 설치.
- 1974년 : 교양부를 종합과학부로 개편.
- 1977년 : 정경학부를 분리: 법학부, 경제학부.
- 1978년 : 교육학부를 분리: 교육학부, 학교교육학부.
- 1979년 : 수축산학부를 생물생산학부로 개편.
- 2000년 : 교육학부를 학교교육학부와 통합.
- 2006년 : 약학부 설치.

이하, 히로시마 대학에 통합된 구 학교들의 연혁이다.
- 1887년 : 사립 히로시마 고등 여학교(廣島高等女學校) 설립.
- 1908년 : 사립 야마나카 고등 여학교(山中高等女學校)로 개칭.
- 1945년 4월 : 관립 히로시마 여자 고등사범학교(廣島女子高等師範學校) 설립.
구 야마나카 고등 여학교는 부속 야마나카 고등 여학교가 됨.
- 1945년 8월 6일 : 원자폭탄으로 인해 교사를 소실.
- 1949년 : 히로시마 대학 교육학부 분교가 됨.

- 1923년 12월 : 히로시마 고등학교 설립.
- 1924년 4월 : 개교.
- 1945년 8월 6일 : 원자폭탄으로 인해 피재. 교직원 3명, 학생 24명 사망.
- 1949년 : 히로시마 대학 미나미(皆實) 분교가 됨.

- 1920년 : 히로시마 고등 공업학교(廣島高等工業學校)로 개교.
학과: 기계공학과, 전기공학과, 응용화학과.
- 1929년 : 양조(釀造)학과 설치.
- 1944년 : 히로시마 공업 전문학교(廣島工業專門學校)로 개칭.
학과: 기계과, 전기과, 화학공업과, 발효공학과.
- 1945년 8월 6일 : 원자폭탄으로 인해 피재. 교직원 14명, 학생 88명 사망.
- 1949년 : 히로시마 대학 공학부가 됨.

- 1874년 : 히로시마현이 하쿠시마(白島) 학교를 설립.
- 1875년 : 히로시마 현 공립 사범학교(廣島縣公立師範學校)로 개칭.
- 1877년 : 히로시마 현 사범학교로 개칭.
- 1879년 : 히로시마 현 히로시마 사범학교로 개칭.
- 1886년 : 히로시마 현 심상 사범학교로 개칭.
- 1898년 : 히로시마 현 사범학교로 개칭.
- 1909년 : 남자 사범학교와 여자 사범학교를 분리.
- 1922년 : 남자 사범학교를 증설: 히로시마 현 후쿠야마(福山) 사범학교.
- 1932년 : 후쿠야마 사범학교 폐교.
- 1943년 : 남자 사범학교를 여자 사범학교와 통합. 관립 히로시마 사범학교로 승격.
- 1949년 : 히로시마 대학 교육학부 시노노메(東雲) 분교/미하라(三原) 분교가 됨.

- 1922년 : 히로시마 현 실업 보습학교 교원 양성소(廣島縣實業補習學校敎員養成所) 설립.
- 1935년 : 히로시마 현립 청년학교 교원 양성소(廣島縣立靑年學校敎員養成所)로 개칭.
- 1939년 : 현 아키타카타시로 이전.
- 1944년 : 관립 히로시마 청년 사범학교로 승격.
- 1947년 : 후쿠야마시로 이전.
- 1949년 : 히로시마 대학 후쿠야마 분교(교육학부/수축산(水畜産)학부)가 됨.

- 1945년 1월 : 히로시마 시립 공업 전문학교(廣島市立工業專門學校) 설립.
학과: 기계과, 항공기과.
- 1945년 8월: 원자폭탄으로 인해 피재.
- 1945년 12월: 항공기과를 토목과로 개편..
- 1946년 : 공업경영과 설치.
- 1949년 : 히로시마 대학 공학부가 됨.

## 캠퍼스
- 히가시히로시마(東廣島) 캠퍼스: 대학 본부 캠퍼스.
- 히로시마현 히가시히로시마시(東廣島市) 가가미야마(鏡山) 1.
- 가스미(霞) 캠퍼스: 의학부, 치과학부, 약학부 캠퍼스.
- 히로시마 현 히로시마시 미나미 구(南區) 가스미(霞) 1-2-3.
- 히가시센다(東千田) 캠퍼스: 야간과정, 법과대학원 캠퍼스.
- 히로시마 현 히로시마 시 나카 구(中區) 히가시센다마치(東千田町) 1-1-89.

## 조직

### 학부
- 종합과학부
- 문학부
- 교육학부
- 법학부
- 경제학부
- 이학부
  - 학과: 수학과, 물리과학과, 화학과, 생물과학과, 지구행성 시스템 학과
- 의학부
  - 학과: 의학과 (6년제), 보건학과
- 치과학부
  - 학과: 치과학과 (6년제), 구강보건학과
- 약학부
  - 학과: 약학과 (6년제), 약과학과(藥科學科)
- 공학부
- 생물생산학부

### 대학원
- 종합과학 연구과
- 문학 연구과
- 교육학 연구과
- 사회과학 연구과
- 이학 연구과
- 첨단 물질과학 연구과
- 보건학 연구과
- 공학 연구과
- 생물권과학 연구과
- 의과/치과/약학 종합 연구과
- 국제협력 연구과
- 법무 연구과 (법과대학원)

### 부속기관
- 도서관
- 원폭 방사선 의과학 연구소
- 대학 병원 (의과/치과)
- 방사광과학 연구 센터 (전국 공동이용시설)
- 나노 디바이스/바이오 융합과학 연구소
- 평화과학 연구 센터
- 종합 박물관
- 유학생 센터
- 교육개발 국제협력 연구 센터
- 베이징 연구 센터
- 우주과학 센터
- 부속 학교 (2개 유치원, 3개 초등학교, 4개 중학교, 2개 고등학교)

## 같이 보기
- 일본의 대학 목록